# Peperomia tenuipila
Peperomia tenuipila är en pepparväxtart som beskrevs av C. Dc. Peperomia tenuipila ingår i släktet peperomior, och familjen pepparväxter. Inga underarter finns listade i Catalogue of Life.